# Óleo de argão

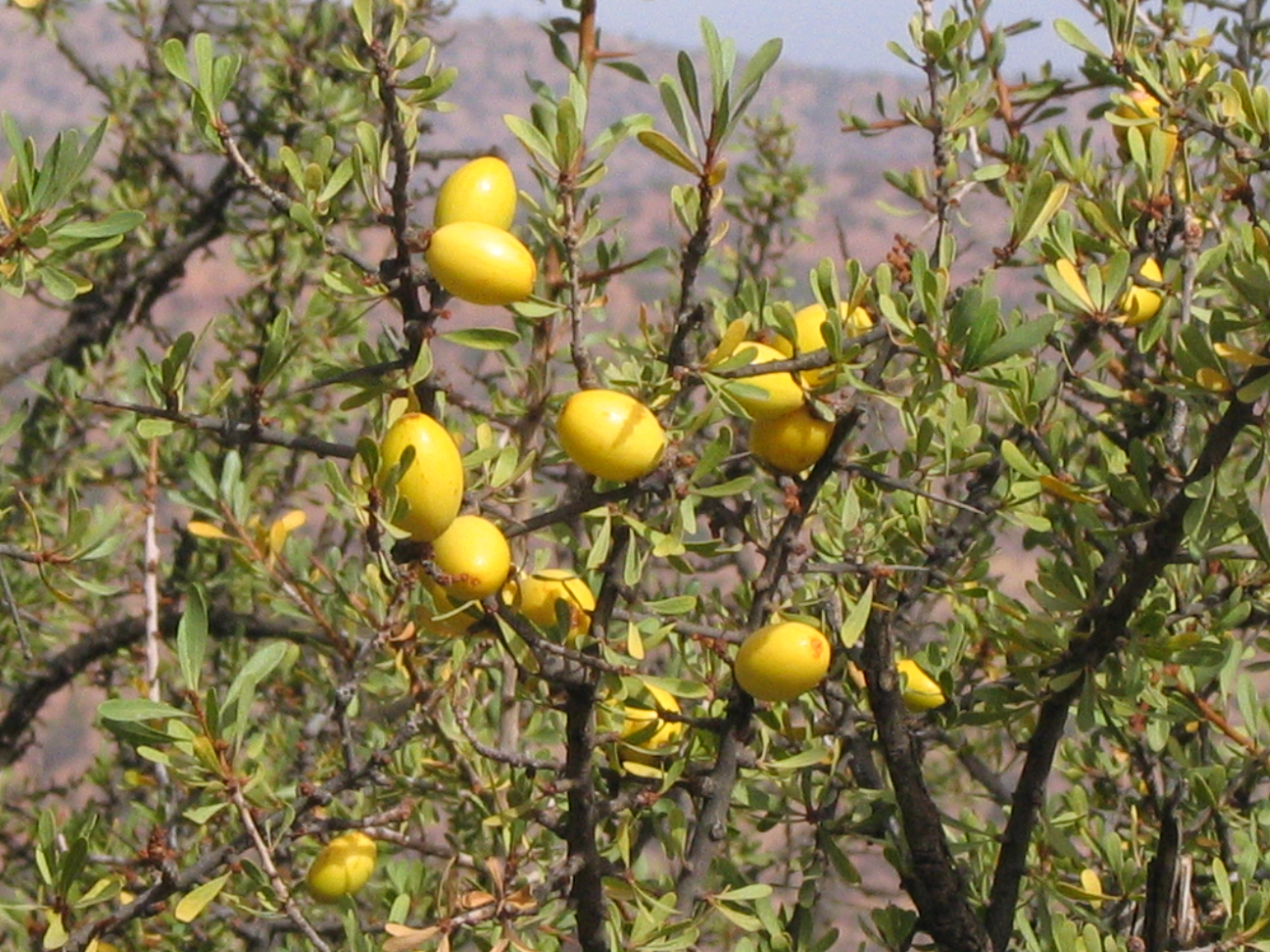
Argões, o fruto de cujo caroço é extraído o óleo de argão, na região de Essaouira, Marrocos

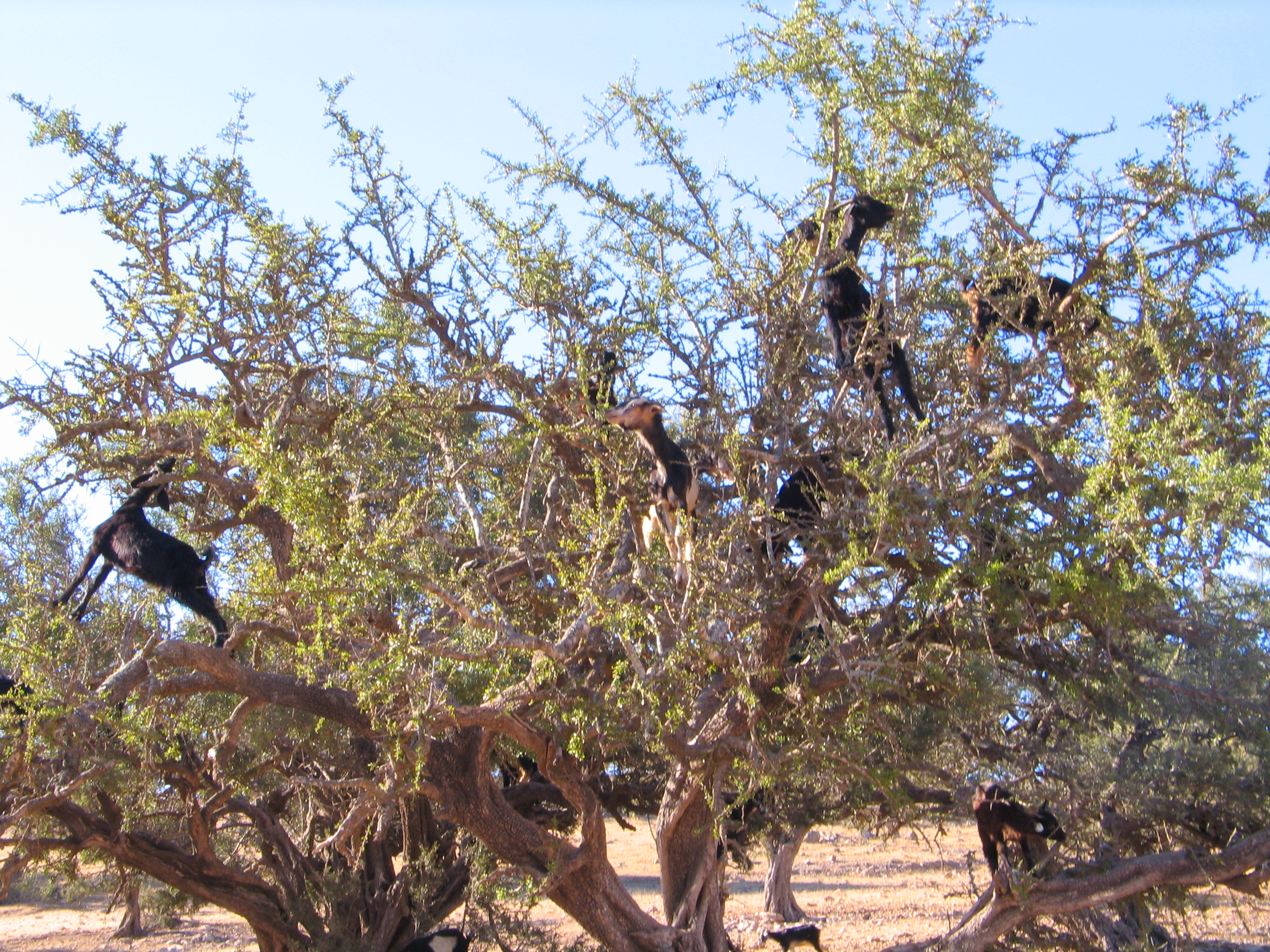
Cabras em cima de argânias a comerem argões na região de Essaouira

O óleo de argão também referido como óleo  de argânia ou óleo de argan  é um produto extraído do fruto da  Argania spinosa L., planta do gênero Argania, endémica da região de Suz (Marrocos) e áreas vizinhas,  onde o óleo de argão é amplamente utilizado na culinária tradicional, nomeadamente em saladas, para embeber o pão ou no preparo do amalou (ou amlou), um doce feito de óleo de argão, mel e pasta de amêndoa. A argânia também se encontra no sudoeste da Argélia e em algumas localidades ao redor de Tindouf, onde a sua presença é, contudo, limitada.
Rico em vitamina E e antioxidantes, o óleo de argão também é utilizado pelas suas propriedades farmacêuticas e cosméticas. Em 2010, o óleo tornou-se moda pelo mundo, o que fez com que seus preços disparassem. Contudo, as fraudes são frequentes e muitos produtos rotulados como "óleo de argão" contêm muito pouco ou, de fato, nada do óleo.
A confecção tradicional do óleo de argão começa com as cabras que comem a polpa do fruto. Os caroços são depois recolhidos e quebrados, retirando-se o miolo, que por fim é prensado para extração do óleo. Uma das imagens populares da região do Suz é a de cabras em cima de argânias.